# الکساندرا، بخش نوی دوار مازویکی
الکساندرا، بخش نوی دوار مازویکی (به لاتین: Aleksandrów, Nowy Dwór Mazowiecki County) یک منطقهٔ مسکونی در لهستان است که در Gmina Czosnów واقع شده‌است.